# Proboscidactylidae
Die Proboscidactylidae sind eine Familie der Hydrozoen (Hydrozoa). Die Familie beinhaltet derzeit etwa zwölf Arten.

## Merkmale
Die Hydroidpolypen leben sessil, das Hydrorhiza wird durch kriechende, nackte Stolonen gebildet. Die Hydranthen sind polymorph. Die Freßpolypen besitzen einen gerundeten, von den Tentakeln weg geneigten Mundkegel (Hypostom), der durch eine Einschnürung etwas vom Körper abgesetzt ist. Das obere Ende des Mundkegels ist von Gruppen von Nesselzellen besetzt, die etwas auch eine Seite verschoben sind. Der eigentliche Mund sitzt seitlich am Mundkegel. Unterhalb der Einschnürung sitzen zwei filiforme Tentakeln etwa entgegengesetzt den Gruppen von Nesselzellen bzw. dem nach außen geneigten Mundkegel. Geschlechtspolypen und Wehrpolypen sind ohne Tentakeln und ohne Mund. Sie sind deutlich kleiner als die Freßpolypen. Die Medusenknospen werden an der Spitze der Geschlechtspolypen gebildet. Die freilebenden Medusen sind meist halbkugelig. Das Manubrium weist vier bis sechs, manchmal auf mehr radiale Magentaschen auf, die sich proximal entlang der radialen Kanäle erstrecken. Die Gonaden umgeben das Manubrium und erstrecken sich bis zu den Magentaschen. Die radialen Kanäle sind verzweigt, manchmal sind sie auch rückgebildet. Ein Ringkanal ist nicht vorhanden, dafür aber ein gastrodermaler Ring. Die randlichen Tentakel sind hohl mit einer verdickten Basis, die mit dem Lumen der radialen Kanäle verbunden ist. Auf dem Außenschirm alternieren zahlreiche Nesselzellenhaufen oder -bänder mit den Tentakeln. Das Cnidom von Hydropolypen und Medusen weist makro- und mikrobasische Eurytelen und Desmoneme auf. Es sind keine Ocelli oder Statocysten vorhanden. Die Medusen können asexuell durch Knospung wiederum Medusen hervorbringen.

## Geographisches Vorkommen und Lebensweise
Die Tiere leben als Epizoen am oberen Rand der Röhren von Federwürmern (Sabellidae). Sie sind weltweit verbreitet.

## Systematik
Nach der „World Hydrozoa Database“ beinhaltet de Familie zwei Gattungen:
- Fabienna Schuchert, 1996
- Proboscidactyla Brandt, 1834 (syn. Lar Gosse, 1857)

### Online
- Hydrozoa Directory